# Чорноголовий медолюб
Чорноголовий медолюб (Sugomel) — рід горобцеподібних птахів родини медолюбових (Meliphagidae). Містить 2 види: один вид поширений в Австралії, інший — в Індонезії.

## Види
- Медовець острівний (Sugomel lombokium)
- Медолюб чорноголовий (Sugomel nigrum)

## Таксономія
До 2022 року медолюб чорноголовий (S. niger) вважався єдиним видом у цьому роді, але Міжнародний орнітологічний конгрес перекласифікував S. lombokius, який раніше перебував у роді Lichmera, до роду Sugomel на основі філогенетичного аналізу, який визначив, що це сестринський вид до S. niger.